# Згорня Євниця
Згорня Євниця (словен. Zgornja Jevnica) — поселення в общині Літія, Осреднєсловенський регіон, Словенія. Висота над рівнем моря: 509,3 м.